# Disturbing Behavior
Disturbing Behavior is een Amerikaanse thriller uit 1998 onder regie van David Nutter. Katie Holmes werd voor haar rol hierin genomineerd voor de Saturn Award voor beste jongere acteur/actrice.

## Verhaal
Tiener Steve Clark (James Marsden) verhuist met zijn familie naar Cradle Bay en raakt daar bevriend met Gavin Strick (Nick Stahl), U.V. (Chad Donella) en Rachel Wagner (Katie Holmes). Zij houden zich sceptisch afzijdig van de leerlingen die samenwerken met schoolpsycholoog Dokter Caldicott (Bruce Greenwood) en de Blue Ribbons ('blauwe lintjes') worden genoemd. Met name Strick is uitgesproken cynisch over die groep en vertelt Clark dat er volgens hem iets goed mis is hiermee. Clark hoort hem aan, maar neemt het allemaal niet zo serieus. Tot zijn verrassing verschijnt Strick de volgende dag als nieuwste Blue Ribbon op school. Wanneer hij daar iets over wil zeggen, geeft Strick hem een klap. Nu er wel van overtuigd dat hier iets niet klopt, probeert hij met U.V. en Wagner uit te vinden wat er aan de hand is.

## Rolverdeling
| Acteur          | Personage               |
| --------------- | ----------------------- |
| Katie Holmes    | Rachel Wagner           |
| James Marsden   | Steve Clark             |
| Nick Stahl      | Gavin Strick            |
| Bruce Greenwood | Dokter Edward Caldicott |
| Steve Railsback | Officier Cox            |
| Carly Pope      | Abbey                   |
| Brendan Fehr    | Brendan                 |